# Cortaderia
Cortaderia és un gènere de plantes de la família de les poàcies, ordre de les poals, subclasse de les commelínides, classe de les liliòpsides, divisió dels magnoliofitins.
Totes les espècies d'aquest gènere estan catalogades com a exòtiques invasores al territori espanyol. Entre altres, això implica que està prohibit comercialitzar-la i introduir-la al medi natural. Tampoc es poden reintroduir exemplars que hagin estat extrets de la natura.

## Taxonomia
- Cortaderia fulvida
- Cortaderia jubata
- Cortaderia richardii
- Cortaderia rudiuscula
- Cortaderia selloana
- Cortaderia splendens
- Cortaderia toetoe